# Bertrand Barère de Vieuzac
Bertrand Barère de Vieuzac (10. září 1755 Tarbes – 13. ledna 1841 Tarbes) byl francouzský politik a novinář, neblaze proslulý člen Národního konventu za Velké francouzské revoluce.

## Počátek kariéry
Narodil se ve městě Tarbes v Gaskoňsku. Jméno Barère de Vieuzac, které si ponechal i po zřeknutí se šlechtických výsad, zdědil i s malým lénem po svém otci, právníku ve Vieuzac. V roce 1770 začal pracovat jako právník Toulonského parlamentu a brzy si získal pověst zdatného řečníka.
Ve 30 letech se oženil a o čtyři roky později (1789) byl zvolen poslancem za okres Bigorre do zasedání Generálních stavů za konstitucionalisty. V Národním shromáždění se dříve proslavil jako novinář než jako řečník. Do povědomí široké veřejnosti vešel listem Point du Jour (Rozbřesk). Avšak dle francouzského historika Aularda vděčí za svou pověst nikoli svým kvalitám, ale skutečnosti, že malíř Jacques-Louis David ve své slavné malbě Přísaha v míčovně zobrazil Baréra klečícího v rohu a píšícího svědectví pro další generace.

## S Girondisty a Horou
Po útěku krále do Varennes přešel Barère k republikánům a feuillantům. I přesto však zůstal v kontaktu s vévodou Orleánským, jehož dceru Pamelu soukromě učil (v tuto dobu nebyl Barère politicky vyhraněný). Po rozpuštění Národního shromáždění byl nominován na jednoho ze soudců nově založeného Cour de cassation (kasační soud) (od října 1791 do září 1792).
V roce 1792 byl zvolen poslancem Národního konventu za departement Hautes-Pyrénées. Nejprve se přikláněl na stranu girondistů, útoče na Maximiliena Robespierra, nazývá ho při tom „trpaslíkem, kterého by neměli stavět na piedestal“. Během soudního procesu s králem Ludvíkem XVI. se přiklonil k Hoře a hlasoval pro smrt krále – „bez možnosti odvolání a odkladu“. Uzavřel svou řeč větou:
| „ | Strom svobody nemůže růst tam, kde není zem zkropená krví tyranů. | “ |

7. dubna 1793 se stal členem Výboru veřejného blaha. V této komisi se přidal k Robespierrově frakci a začal se zajímat o zahraniční záležitosti. Tímto se stal jedním z jakobínů a hlasoval pro smrt girondistů. Po 17. červenci 1793 začalo období Hrůzovlády – jakobínského teroru, Barére se ho aktivně se účastnil a hrál v něm zásadní roli.

## Thermidor, vězení a pozdější život
Svržení Robespierrea (27. července 1794) uvedlo Barèreho do rozpaků, rychle se však zorientoval a napsal zprávu o zločinech Robespierrových, snažil se tak hlavní část viny svést na něj. Nicméně Barère a další vůdčí osobnosti Hrůzovlády (Jean-Marie Collot d'Herbois, Jacques Nicolas Billaud-Varenne) byli v germinalu roku III (21. 3. – 4. 4. 1795) obviněni a uvězněni. Barère byl dopaden na cestě do emigrace na Francouzskou Guyanu, uvězněn v Oléronu a poté přesunut do Saintes, odkud se mu posléze podařilo uprchnout do Bordeaux. Zde žil nepoznán několik let. V roce 1795 byl zvolen do Rady pěti set, avšak nebylo mu dovoleno se funkce ujmout.
Během Prvního císařství byl využíván jako tajný agent Napoleonem, kterému se staral o diplomatickou korespondenci. Po návratu Napoleona z Elby se během Sta dní stal členem poslanecké sněmovny, avšak v roce 1815 se již vydával za royalistu. Nebylo to však nic platné, neboť během bourbonské restaurace byl jako královrah na doživotí vyhnán z Francie. Odešel do Bruselu.
Po Červencové revoluci v roce 1830 se opět objevil ve Francii a série soudních sporů ho přivedla zcela na mizinu. Před úplnou chudobou ho zachránil král Ludvík Filip, který mu přiznal malou penzi.
13. ledna 1841 Bertrand Barère de Vieuzac zemřel jako poslední člen Výboru pro veřejné blaho.